# Copa Audi de 2011
A segunda edição da Copa Audi ocorreu em julho de 2011, sendo organizada e promovida pela empresa automobilística Audi. A segunda edição foi vencida pelo Barcelona e contou também com as presenças de Bayern de Munique, que foi o campeão da primeira edição, também com o campeão da Copa Libertadores da América 2010, Internacional, e por último, o campeão da Copa do Mundo de Clubes da FIFA de 2007, Milan.

## Equipes participantes
| Equipe            | País     | Em 2009 | Títulos (até esta edição) |
| ----------------- | -------- | ------- | ------------------------- |
| Bayern de Munique | Alemanha | 1º      | 1 (2009)                  |
| Internacional     | Brasil   | –       | 0                         |
| Barcelona         | Espanha  | –       | 0                         |
| Milan             | Itália   | 4º      | 0                         |

## Regulamento
O torneio foi disputado em dois dias, 26 de julho e 27 de julho de 2011. No primeiro dia, foram disputadas as semifinais, e no segundo dia a decisão do terceiro lugar e a final.

## Esquema
Todos os jogos seguem o fuso horário do Brasil (UTC-3).
Os jogos, conforme o site oficial:
|  | Semifinais              | Semifinais          |   |                     | Final               | Final |  |
|  |                         |                     |   |                     |                     |       |  |
|  | 26 de julho – 13:15     |                     |   |                     |                     |       |  |
|  | Barcelona (pen)         | 2 (4)               |   |                     |                     |       |  |
|  | Internacional           | 2 (2)               |   |                     |                     |       |  |
|  |                         |                     |   |                     |                     |       |  |
|  |                         |                     |   |                     | 27 de julho – 15:45 |       |  |
|  |                         |                     |   |                     | Barcelona           | 2     |  |
|  |                         | Bayern de Munique   | 0 |                     |                     |       |  |
|  |                         |                     |   |                     |                     |       |  |
|  |                         |                     |   |                     |                     |       |  |
|  |                         |                     |   |                     | Terceiro lugar      |       |  |
|  | 26 de julho – 15:45     | 26 de julho – 15:45 |   | 27 de julho – 13:15 | 27 de julho – 13:15 |       |  |
|  | Bayern de Munique (pen) | 1 (5)               |   | Internacional (pen) | 2 (2)               |       |  |
|  | Milan                   | 1 (3)               |   |                     | Milan               | 2 (0) |  |

## Jogos
Semifinais
| 26 de julho | Barcelona                 | 2 – 2  | Internacional                | Allianz Arena, Munique   |
| 13:15       | Thiago 13' · Jonathan 62' | Súmula | 55' Nei · 84' Leandro Damião | Árbitro: GER Felix Brych |

|                                        |       | Penalidades                               |  |
| Villa Jonathan Carmona Jeffrén Armando | 4 – 2 | Kléber Leandro Damião João Paulo Zé Mário |  |

| 26 de julho | Bayern de Munique | 1 – 1  | Milan          | Allianz Arena, Munique    |
| 15:45       | Kroos 34'         | Súmula | 4' Ibrahimović | Árbitro: GER Peter Sippel |

|                                         |       | Penalidades                        |  |
| Alaba Gómez Müller Kroos Schweinsteiger | 5 – 3 | Robinho Oddo Thiago Silva Paloschi |  |

Disputa do terceiro lugar
| 27 de julho | Internacional                         | 2 – 2  | Milan                               | Allianz Arena, Munique   |
| 13:15       | Leandro Damião 22' · D'Alessandro 79' | Súmula | 2' Ibrahimović · 59' Alexandre Pato | Árbitro: GER Günter Perl |

|                           |       | Penalidades                        |  |
| D'Alessandro Nei Glaydson | 2 – 0 | Valoti Cassano Oddo Alexandre Pato |  |

Final
| 27 de julho | Barcelona       | 2 – 0  | Bayern de Munique | Allianz Arena, Munique      |
| 15:45       | Thiago 41', 75' | Súmula |                   | Árbitro: GER Wolfgang Stark |

## Premiação
| Copa Audi de 2011             |
| Espanha.                      |
| ----------------------------- |
| BARCELONA Campeão (1º título) |

## Artilharia
| Gols | Jogador             | Clube             |
| ---- | ------------------- | ----------------- |
| 3    | Thiago              | Barcelona         |
| 2    | Ibrahimović         | Milan             |
| 2    | Leandro Damião      | Internacional     |
| 1    | Alexandre Pato      | Milan             |
| 1    | D'Alessandro        | Internacional     |
| 1    | Jonathan dos Santos | Barcelona         |
| 1    | Kroos               | Bayern de Munique |
| 1    | Nei                 | Internacional     |